# The Invisible Band
The Invisible Band is het derde studioalbum van de Schotse britpopband Travis. Het album kwam uit in juni 2001 op het label van Independiente. Het album is de opvolger van The Man Who, dat de grote doorbraak van Travis betekende. Het album bracht echter niet zoveel hits als The Man Who. Het openingsnummer van het album, genaamd Sing, is nog het meeste bekende nummer van het album.

## Nummers
1. "Sing" – 3:48
2. "Dear Diary" – 2:57
3. "Side" – 3:59
4. "Pipe Dreams" – 4:05
5. "Flowers in the Window" – 3:41
6. "The Cage" – 3:05
7. "Safe" – 4:23
8. "Follow the Light" – 3:08
9. "Last Train" – 3:16
10. "Afterglow" – 4:05
11. "Indefinitely" – 3:52
12. "The Humpty Dumpty Love Song" – 5:02

## Artiesten
- Francis Healy – zang, gitaar, harmonica
- Andy Dunlop – gitaar
- Dougie Payne – basgitaar, achtergrondzang
- Neil Primrose – drums